# Levantamento de peso nos Jogos Pan-Americanos de 2011 - Até 69 kg masculino
A categoria até 69 kg masculino do levantamento de peso nos Jogos Pan-Americanos de 2011 foi disputada em 24 de outubro no Fórum de Halterofilismo com nove halterofilistas de oito países.

## Calendário
Horário local (UTC-6).
| Data          | Horário | Fase  |
| ------------- | ------- | ----- |
| 24 de outubro | 14:00   | Final |

## Medalhistas
| Ouro   | VEN Israel José Rubio |
| Prata  | VEN Junior Sánchez    |
| Bronze | COL Doyler Sánchez    |

## Resultados
| Pos.              | Nome              | País                     | Grupo | Peso (kg) | Arranque (kg) | Arremesso (kg) | Total (kg) |
| ----------------- | ----------------- | ------------------------ | ----- | --------- | ------------- | -------------- | ---------- |
| Medalha de ouro   | Israel José Rubio | VEN Venezuela            | A     | 67.97     | 145           | 173            | 318        |
| Medalha de prata  | Junior Sánchez    | VEN Venezuela            | A     | 67.58     | 145           | 165            | 310        |
| Medalha de bronze | Doyler Sánchez    | COL Colômbia             | A     | 67.77     | 138           | 172            | 310        |
| 4                 | Bredni Roque      | CUB Cuba                 | A     | 68.36     | 138           | 171            | 309        |
| 5                 | Enrique Valencia  | ECU Equador              | A     | 67.49     | 137           | 165            | 302        |
| 6                 | Juan Peña Mejía   | DOM República Dominicana | A     | 68.75     | 130           | 163            | 293        |
| 7                 | Hugo Catalán      | ARG Argentina            | A     | 67.85     | 130           | 156            | 286        |
| 8                 | Eddy Peña         | NCA Nicarágua            | A     | 68.73     | 110           | 140            | 250        |
| –                 | Óscar Valdizón    | GUA Guatemala            | A     | 68.41     | 60            | –              | DNF        |